# Scarface (1932)
Scarface (veröffentlicht unter dem Titel Scarface, The Shame of the Nation, Narbengesicht) ist ein US-amerikanischer Gangsterfilm des Regisseurs Howard Hawks aus dem Jahre 1932. Der Kinofilm mit Paul Muni in der Hauptrolle wurde von Hawks und Howard Hughes produziert, das Drehbuch stammt von Ben Hecht, der vor seiner Karriere als Drehbuchautor und Journalist in Chicago tätig war. Der Regisseur Brian De Palma drehte 1983 eine Neuverfilmung mit Al Pacino in der Hauptrolle. 1994 erfolgte die Aufnahme des Gangsterfilm-Klassikers in das National Film Registry.

## Handlung
Der Gangster Tony „Scarface“ Camonte arbeitet im Chicago der 1920er Jahre als Leibwächter und Auftragsmörder für den Mafiaboss Louis Costillo, dessen Organisation um die Vorherrschaft bei der Verteilung von Alkohol und Drogen während der Prohibition kämpft. Als Tony seinen Boss an den Konkurrenten Johnny Lovo verrät und erschießt, löst er damit einen blutigen Bandenkrieg aus. Zuhause muss Scarface die Verachtung seiner Mutter ertragen, die das Geld, das er nach Hause bringt, ablehnt, da es „schlechtes Geld“ sei. Seine Schwester Cesca, mit der er ein beinahe leidenschaftliches Verhältnis hat, vergöttert ihn hingegen und hofft auf ein besseres Leben durch seinen kommenden Reichtum als Gangsterboss.
Zusammen mit seinem Partner Guino Rinaldo plant Scarface bereits bald die Übernahme von Lovos Organisation. Durch den Mord an seinem früheren Boss hat er sich dort bereits Respekt verschafft. Zudem verliebt er sich in Lovos Geliebte, die verwöhnte Poppy. Um sich in Lovos Bande weitere Anerkennung zu verschaffen, erledigt Scarface die Drecksarbeit für ihn – er erpresst Wirte, damit sie von Lovo Alkohol beziehen, und tötet Lovos Gegner. Dabei dringt er auf eigene Faust immer wieder in das Territorium von Lovos größtem Gegner, dem Gangsterboss O’Hara, ein. Dies verärgert Lovo, da dieser keinen Krieg mit O’Haras Organisation riskieren will. Scarface ignoriert dies aber und lässt O’Hara von seinem Partner Guino töten.
Damit zieht er Lovo in einen Krieg mit dem Rest von O’Haras Organisation, die unter der Führung von Scarface letztlich vernichtet wird. Um den damit steigenden Einfluss von Scarface in seiner Organisation zu beenden, lässt Lovo daraufhin ein Attentat auf ihn verüben. Als dieses scheitert, stellt Scarface seinen Boss und lässt ihn durch Guino töten. Nun ist Scarface am Höhepunkt seiner Macht angelangt. Zugleich führt die immer härtere Gewalt der Bandenkriege dazu, dass sich die Autoritäten der Stadt langsam dem Problem widmen, das sie zuvor totschweigen wollten.
Als Scarface verreist, verliebt sich Guino in Cesca, der er zuvor trotz ihres Interesses an ihm stets ausgewichen war, da sein Freund bereits zuvor Verehrer seiner Schwester brutal abgefertigt hatte. Das Paar trifft sich heimlich, wird aber von anderen Handlangern Scarfaces beobachtet. Als Scarface nach seiner Rückkehr von diesem Verhältnis erfährt, erschießt er Guino in seiner Wut, ohne ihm eine Chance für Erklärungen zu bieten. Erst nach dessen Tod erfährt er, dass Guino und Cesca am Tag zuvor geheiratet haben.
Von Schuldgefühlen geplagt, wird Scarface nun von der Polizei gejagt. Mit seiner Schwester flüchtet er in ein Wohnhaus, das nun von der Polizei belagert und beschossen wird. Als seine Schwester tödlich getroffen wird, verlässt er nicht das Haus und kämpft, bis er daraufhin von der Polizei erschossen wird. In einem alternativen Ende wird er nur verhaftet und später nach einem Gerichtsprozess gehängt.

## Synchronisation
Die deutsche Synchronfassung entstand 1983 bei der Interopa Film in West-Berlin.
| Rolle                   | Darsteller      | Synchronsprecher    |
| ----------------------- | --------------- | ------------------- |
| Tony „Scarface“ Camonte | Paul Muni       | Peter Kirchberger   |
| Cesca Camonte           | Ann Dvorak      | Cornelia Meinhardt  |
| Poppy                   | Karen Morley    | Joseline Gassen     |
| John „Johnny“ Lovo      | Osgood Perkins  | Harry Wüstenhagen   |
| Guino Rinaldo           | George Raft     | Ortwin Speer        |
| Inspector Ben Guarino   | C. Henry Gordon | Norbert Gescher     |
| Angelo                  | Vince Barnett   | Joachim Tennstedt   |
| Tom Gaffney             | Boris Karloff   | Karl Schulz         |
| Mr. Garston, Verleger   | Purnell Pratt   | Klaus Miedel        |
| Mrs. Camonte            | Inez Palange    | Sigrid Lagemann     |
| Polizeichef             | Edwin Maxwell   | Horst Schön         |
| Big Louis Costillo      | Harry J. Vejar  | Heinz Theo Branding |

## Hintergründe
Produzent Howard Hughes nutzte zum Vertrieb der von ihm produzierten Kinofilme den Verleihapparat der United Artists. Scarface war bereits 1930 fertiggestellt, wurde aber von den Zensurbehörden aufgrund der rohen Gewaltdarstellung und der Glorifizierung des Gangstertums zunächst nicht zugelassen.
Als Hüter von Hays Code verlangte Hays Office, dass der Film den Untertitel Schande einer Nation erhielt, um eine eventuelle Glorifizierung des Gangstertums auszuschließen. Ferner mussten die Produzenten die Darstellung von korrupten Politikern, die mit Gangstern gemeinsame Sache machen, überarbeiten. Außerdem wurde die Rolle von Tonys Mutter, die ursprünglich stolz auf ihren Sohn ist, so geändert, dass sie das Verhalten ihres Sohnes missbilligt. Hughes ließ (unter der Regie von Richard Rosson) die neuen Szenen drehen. In dieser entschärften Version kam der Film schließlich 1932 in die Kinos.
Regisseur Hawks war mit dieser Version allerdings unzufrieden und brachte den Film in einigen Bundesstaaten, in denen die Zensurauflagen weniger strikt durchgesetzt wurden, auf eigenes Risiko in seiner Originalfassung heraus. Hays Office dagegen war auch mit der zweiten Version nicht voll einverstanden. So entstand eine dritte Version, in der Tony am Schluss verhaftet wird. Ihm wird der Prozess gemacht und das Todesurteil ausgesprochen. Damit sollte die Effektivität der amerikanischen Justiz herausgehoben werden.
Danach liefen die zweite Version und die dritte Version mancherorts gleichzeitig, während die erste Version überhaupt nicht mehr gezeigt werden durfte. International traten weitere Zensurvorschriften in Kraft, so dass noch zahlreiche andere Versionen entstanden. In der Bundesrepublik Deutschland lief der Film unter dem Namen Scarface, in der DDR unter dem Titel Narbengesicht.

## Kritiken
- Lexikon des internationalen Films: In freier Bearbeitung der authentischen Lebensgeschichte von Al Capone erzählt der Film vom Aufstieg und Fall eines skrupellosen Gangsters im Amerika der zwanziger Jahre. Ein Klassiker des amerikanischen Gangsterfilms, von Howard Hawks temporeich und mit grimmigem Humor inszeniert.
- Heyne Filmlexikon: Ein Höhepunkt des Genres.
- Prisma Online: Ein temporeicher und durchaus humorvoller Klassiker – wenn nicht sogar der bedeutendste – des amerikanischen Gangsterfilms.
- Reclams Filmführer (1982): Sein Held ist ein machthungriger, schießwütiger Gangster; aber am Schluß deutet der Film auch eine Mitschuld der Gesellschaft an: Über die Leiche Camontes zuckt eine Lichtreklame mit dem Text: »Die Welt gehört Dir.«